# عشيرة كير
الكير، إحدى المجتمعات الراجبوتية المسلمة التي توجد  في ولاية غوجارات في الهند ومقاطعة السند في باكستان. وهي واحدة من عدة مجتمعات من الرعاة الرحل التي توجد في منطقة باني في كوتش.